# Città di Greater Taree
La città di Greater Taree è una Local Government Area che si trova nel Nuovo Galles del Sud. Essa si estende su una superficie di 3.730 chilometri quadrati e ha una popolazione di 46.541 abitanti. La sede del consiglio si trova a Taree.